# Martin Nash
Martin Nash, né le 27 décembre 1975 à Regina au Canada, est un joueur de soccer international canadien, qui évoluait au poste de milieu défensif, reconverti en entraîneur. Il est actuellement en poste à Vancouver FC en Première ligue canadienne. Il est le jeune frère de Steve Nash.

## Biographie

### Carrière internationale
Martin Nash est convoqué pour la première fois par le sélectionneur national Bob Lenarduzzi pour un match des éliminatoires de la Coupe du monde 1998 face au Salvador le 6 avril 1997 (0-0). Le 11 janvier 2000, il marque son seul doublet en équipe du Canada lors d'un match amical face aux Bermudes (victoire 2-0).
Il a disputé trois Gold Cup (en 2000, 2003 et 2007).
Il compte trente-huit sélections et deux buts avec l'équipe du Canada entre 1997 et 2008.

### Carrière d'entraîneur
Nash rejoint le staff technique du Fury d'Ottawa en octobre 2013.

## Palmarès

### En club
- Rochester Rhinos :
  - Vainqueur de la A-League en 2000 et 2001

- Vancouver Whitecaps :
  - Vainqueur de la USL First Division en 2006 et 2008

### En sélection
- Vainqueur de la Gold Cup en 2000

### Distinctions personnelles
- Membre de l'équipe-type de la USSF Division 2 Pro League en 2010

## Statistiques

### Buts en sélection
Le tableau suivant liste tous les buts inscrits par Martin Nash avec l'équipe du Canada.